# Isanthrene crabrionides
Isanthrene crabrionides là một loài bướm đêm thuộc phân họ Arctiinae, họ Erebidae.